# Španělská kuchyně
Španělská kuchyně je ovlivněna národnostmi, které žily na území Pyrenejského poloostrova. Byli to Keltové, Iberové a Tartessové. Mnoho stravovacích návyků pochází i od Arabů (Maurů) a Židů (Sefardové). Španělské kolonie v Americe a také sousední země Francie a Portugalsko významně ovlivnily španělskou kuchyni.
Existují jídla typická pro celou zemi. Většinou ale má každý region svá tradiční jídla a speciality. Důležitou roli hrají ryby a mořské plody, stejně jako luštěniny s dušeným masem. Objevení Ameriky a dovoz neznámých zemědělských produktů do Evropy přinesl i nové suroviny (rajčata, brambory, papriky, kakaové boby), které rychle zdomácněly ve španělské kuchyni. Brambory jsou považovány za zeleninu.

## Historie
V předřímské době bylo Španělsko rozděleno na tři území: keltské na severu Španělska, iberské (střed a východ), a tartesské na jihu. Keltové byli válečníci a žili v malých opevněných kulatých domech. Živili se především rybařením a zemědělstvím. I dnes je vidět jejich vliv, protože sever Španělska je proslulý svými mariscos (mořskými plody). Iberové byli hlavně lovci a pastevci. Střed Španělska je stále známý kvalitním masem, například Cochinillo (sele) v Segovii. Tartessové byli zlatníci a ve velkém obchodovali s Afrikou a Řeckem.
Řecký filozof Strabón psal o původních obyvatelích Španělska, že jejich základní potravinou jsou ořechy a žaludy.

## Stolování
Španělé příliš nesnídají, stačí jim káva nebo čaj a nějaký zákusek nebo pečivo. Oběd se podává nejčastěji od 14. až do 16. hodiny. Je hlavním jídlem dne a podává se několik chodů. Vzhledem k horkému podnebí následuje po obědě siesta, tedy odpočinek nebo odpolední spánek. Večeře se podává až kolem 21. hodiny, kdy pominou vedra, a Španělé často v tuto dobu navštěvují restaurace.  

## Suroviny
Španělé konzumují ryby, mořské plody, vepřové maso nebo sušenou šunku. Ke všem jídlům podávají zeleninové saláty, které obsahují rajčata, papriky, olivy, česnek, cibuli a především olivový olej. Mezi oblíbená koření patří šafrán a římský kmín. Do sladkých jídel přidávají med, mandle a ovoce.

## Národní jídla

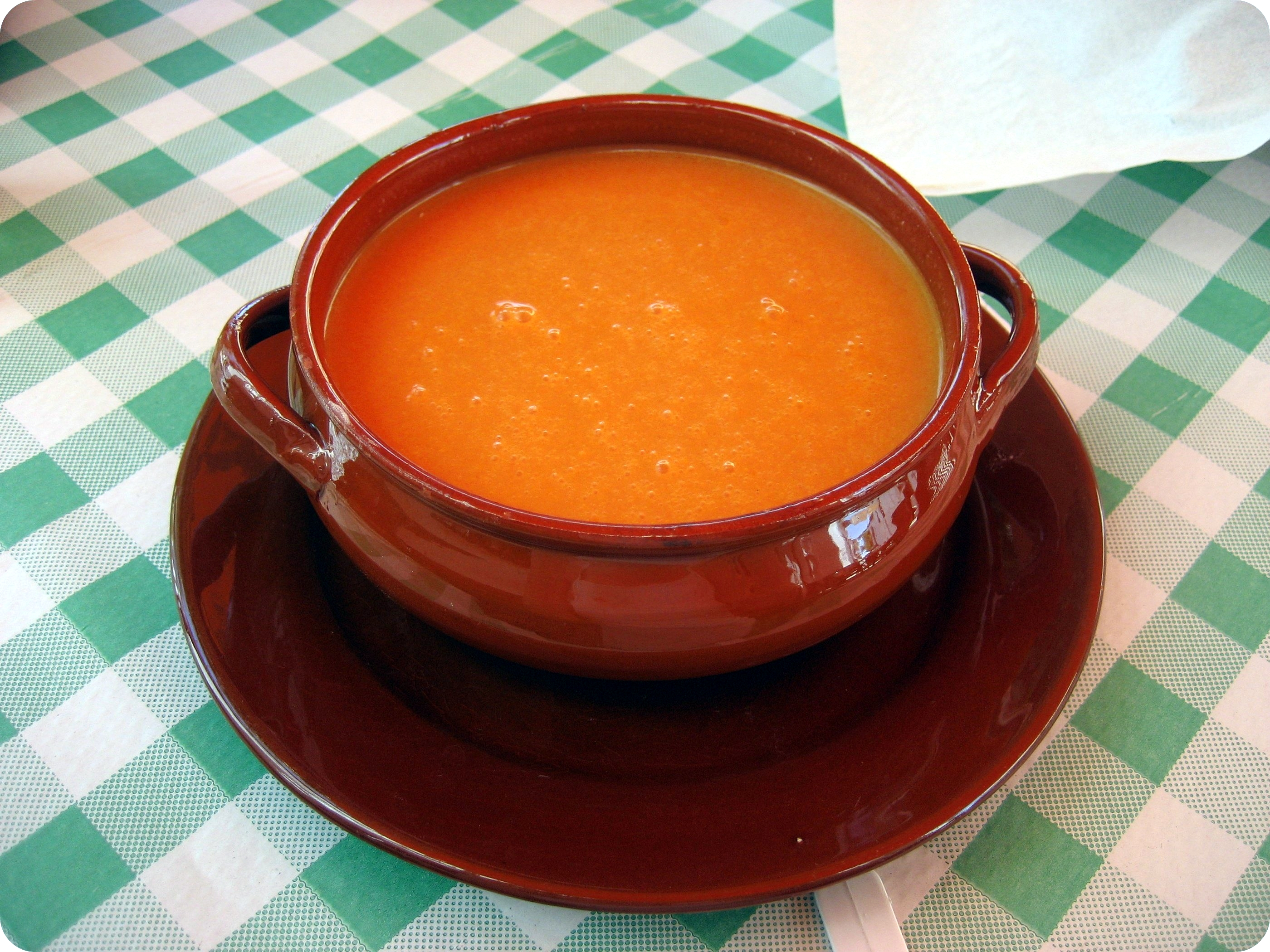
Polévka Gazpacho

### Polévka
- Gazpacho – je velmi hustá osvěžující polévka, která se podává studená. Připravuje se z rajčat, papriky, česneku, cibule, strouhanky, citrónu a oleje, které se rozmačkají nebo rozmixují. Je to vitamínová bomba.

### Hlavní jídla

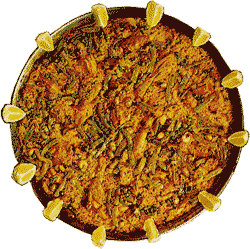
Paella z Valencie

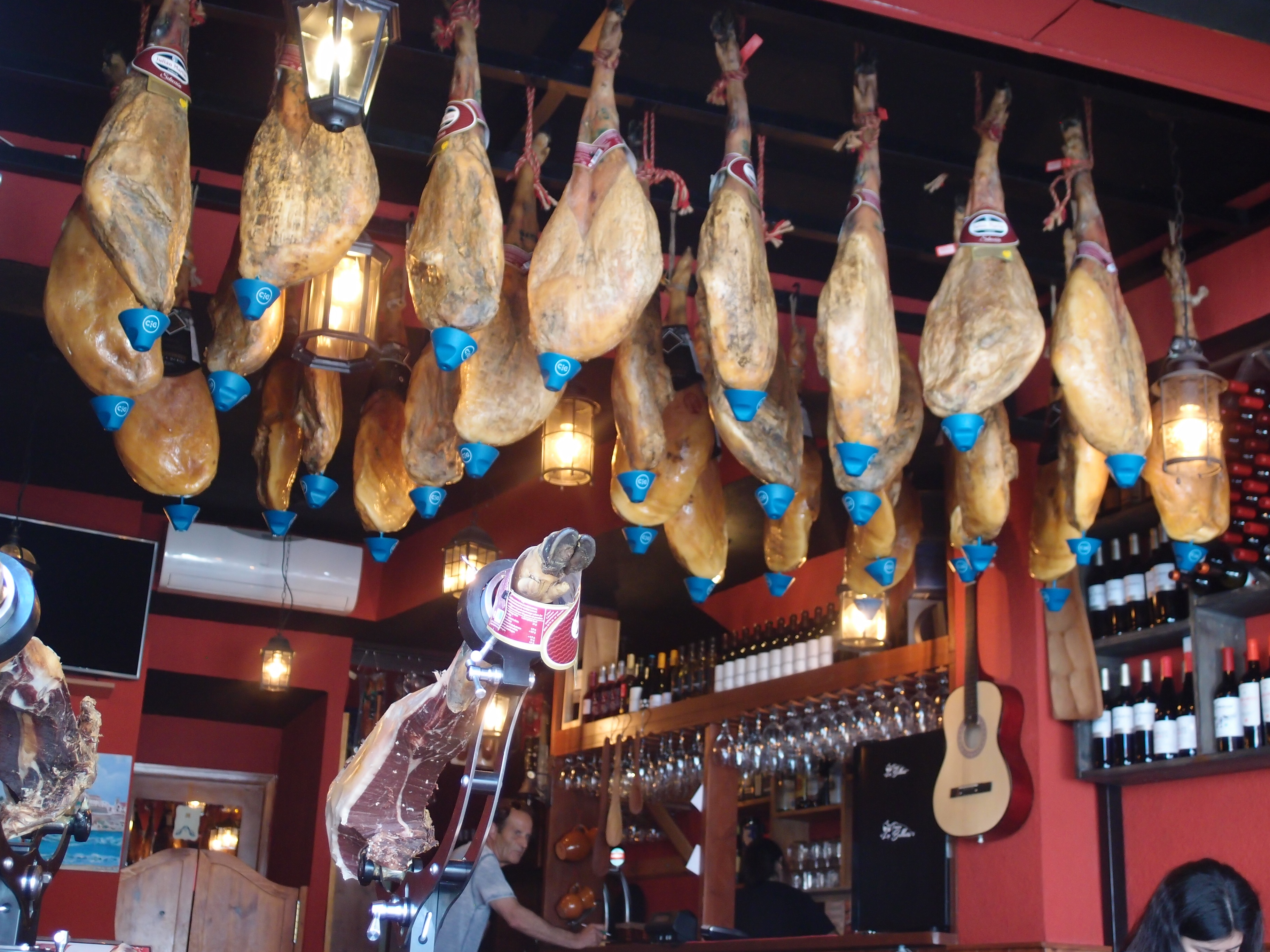
Jamón serrano v restauraci

- Paella – její název se odvozuje od stejnojmenné pánve se dvěma držadly, na které se tento pokrm připravuje. Paella pochází z Valencie, ale rozšířila se do celého Španělska. Jejím základem je rýže a koření šafrán nebo mletá paprika, které jí dodávají žlutou nebo červenou barvu. Ostatní suroviny se liší podle oblasti. Nejčastěji paella obsahuje kuřecí maso nebo mořské plody a zeleninu (cibuli, česnek, rajčata, papriky). Pokrm se dlouho vaří, aby se všechny ingredience s rýží dobře spojily .
- Tortilla española – národní jídlo, které se konzumuje teplé i studené. Je to omeleta z nakrájených syrových brambor, které jsou zality vejci. Může se připravovat i s cibulí.
- Charcutería – sušené vepřové maso nebo klobásy
- Chorizo – kořeněné klobásy
- Lomo – maso z vepřového hřbetu nakrájené na plátky
- Pescado, mariscos – ryby a mořské plody
- Bacalao – vařená nasolená treska, před vařením se musí namočit, aby nebyla tvrdá.
- Jamón serrano – je šunka sušená v horách tak, že se pověsí na vhodné místo v horských chatách, kde je ponechána vlivu tepla a horského vzduchu. Suší se celá prasečí stehna, která byla předtím několik dní ponořena v mořské soli. Ta se odstraní a šunka se pověsí na místo, kde postupně vysychá a dozrává. To může trvat až dva roky. Vysušená šunka pak visí v obchodech, restauracích nebo doma a Španělé z ní postupně ostrým nožem odkrajují potřebné porce.
- Tapas – malý předkrm podávaný před jídlem na malém talířku nebo mističce. Nejčastěji malé pikantní jednohubky, kousky sýra, sušené maso, mořské plody, olivy, ančovičky nebo oříšky. Záleží na oblasti, kde jsou tapas podávány.

### Pečivo a zákusky

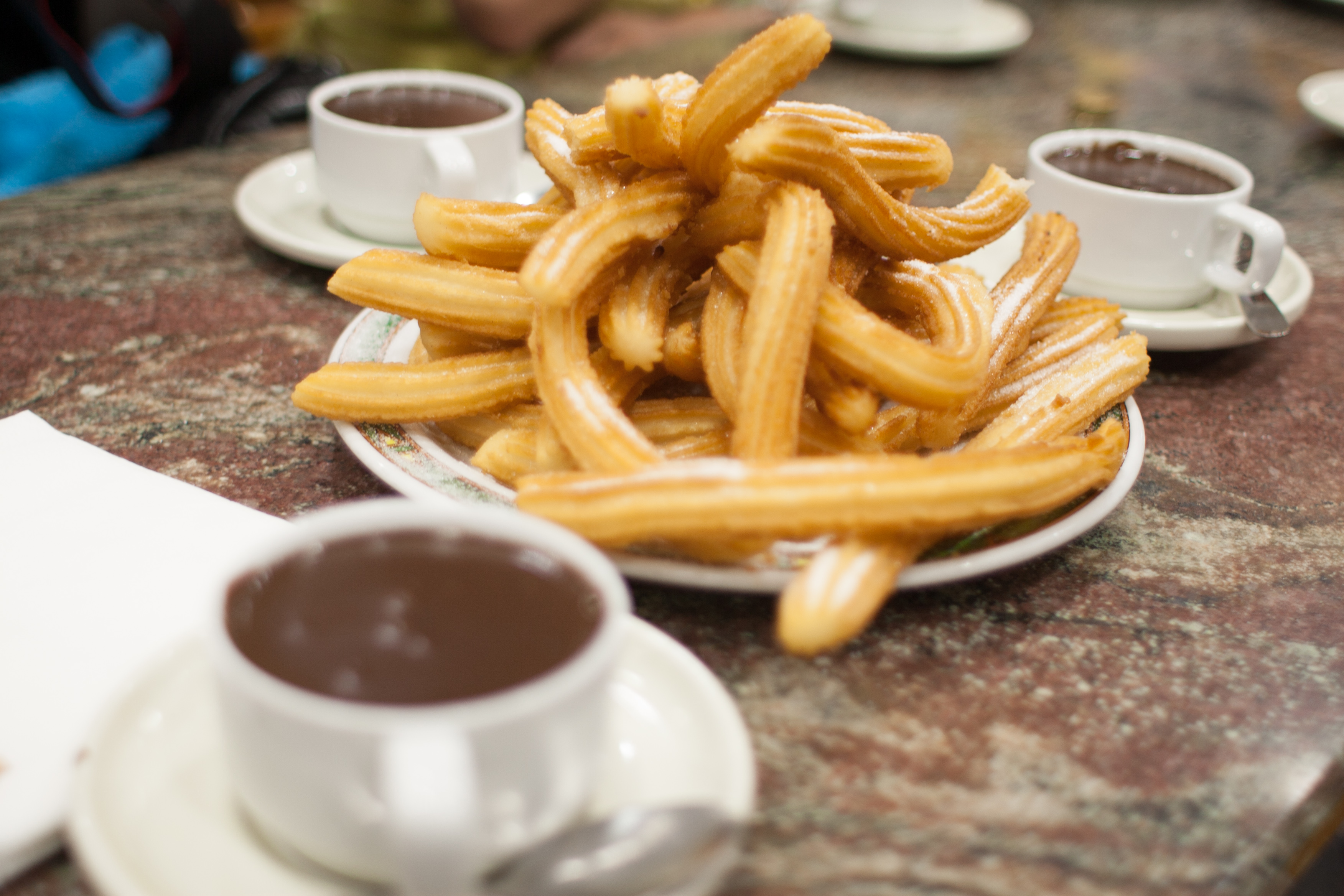
Churros con chocolate

- Sendvič – nejčastěji plátek sýra nebo šunky vložený mezi dva kousky chleba.
- Pa amb tomàquet – plátek chleba potřený rajčatovou omáčkou
- Bocadillo – bageta naplněná nejrůznějšími pomazánkami, plátky sýra nebo salámu.
- Churros con chocolate – velmi syté jídlo, podlouhlá kobliha smažená ve vrstvě oleje a namáčená v čokoládě.
- Flan – koláč z křehkého těsta, na němž je rozetřená vrstva pudinku. Obdoba francouzského crême caramele.
- Turrón – pomazánka mandlová nebo oříšková se skořicí, medem a piniovými oříšky.

### Nápoje nealkoholické

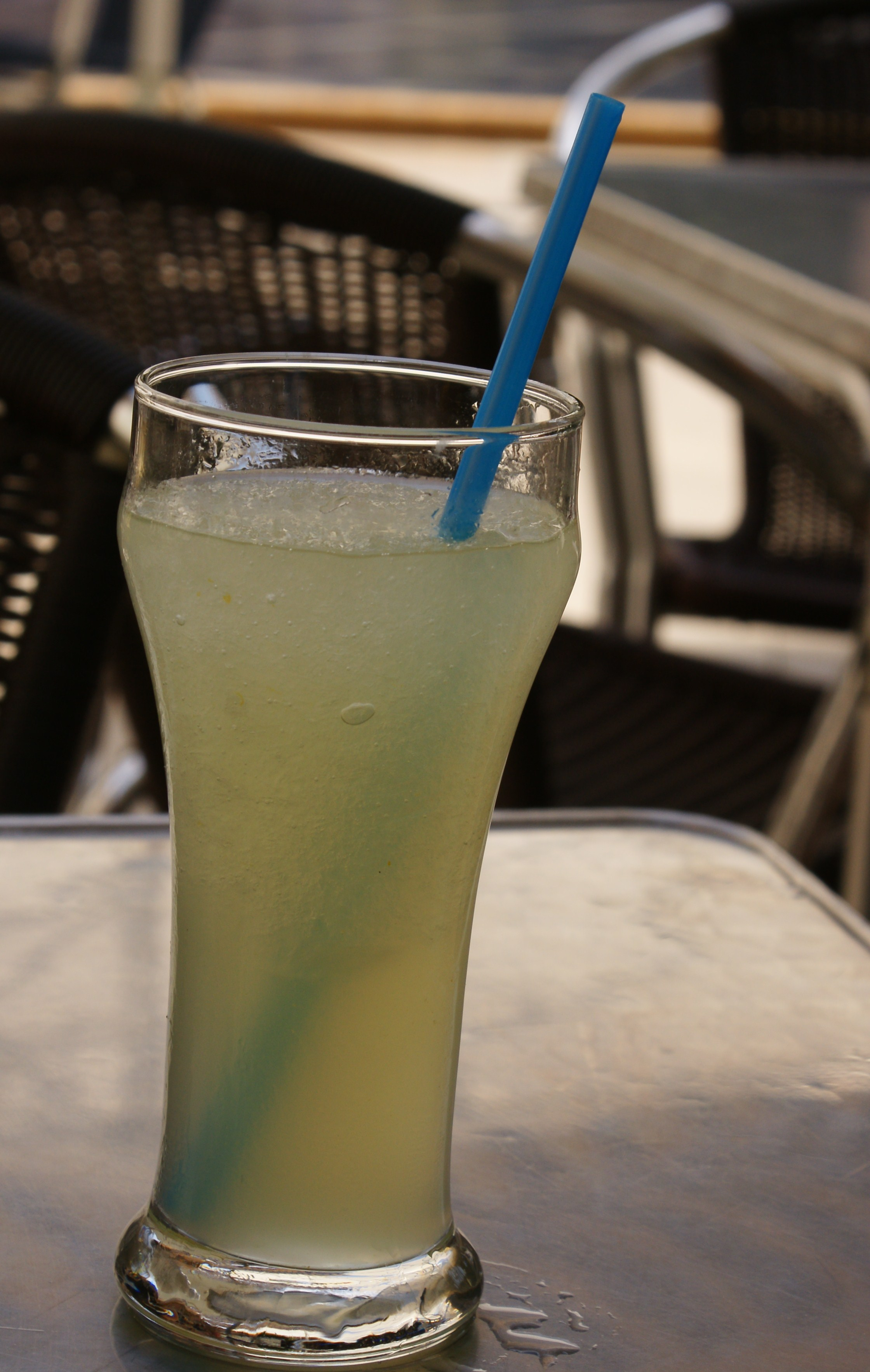
Granizado citronové

- Káva – velmi oblíbený nápoj. Španělé mají rádi silnou kávu s mlékem ve velkých hrníčcích – café con leche.
- Horchata – studený nápoj připravený z mléka, mandlí nebo tygřích ořechů.
- Horká čokoláda – hustý nápoj z čokolády se často pije ke snídani a zakusuje koblihou churro.
- Granizado – osvěžující velmi sladká ledová limonáda, nejčastěji citronová s ledovou tříští.

### Nápoje alkoholické

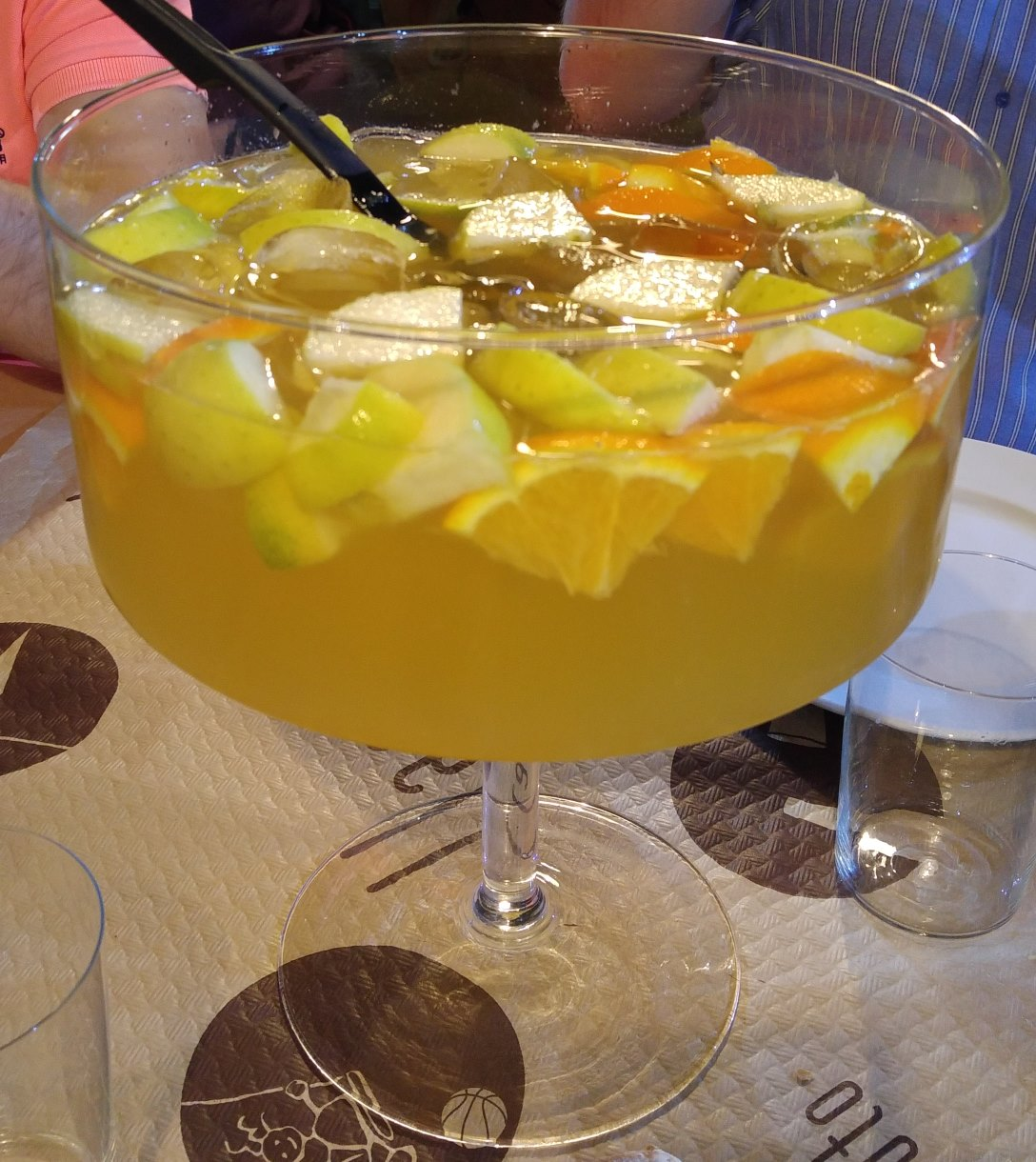
Sangria sidra

- Víno – je nejoblíbenějším nápojem Španělů. Pěstují jej a konzumují s jídlem i samostatně. Stolní vína jsou levná a nazývají se vino de mesa. Dražší vína jsou silná díky horkému podnebí a dlouhému slunečnímu svitu, označují se DOC nebo DO.
- Tinto de verano – víno naředěné citrónovým nápojem La Casera a doplněné ledem, v překladu letní červené víno.
- Cava – katalánské šumivé víno podobné vínu vyráběnému v Champagne.
- Sangría – nakrájené kousky ovoce ve vinném punči
- Sherry (jerez) – andaluské dezertní víno
- Koňak – levné španělské brandy